# Genei Toshi: Illusion City
Genei Toshi: Illusion City (幻影都市 －ILLUSION CITY－) est un jeu vidéo de rôle développé par Micro Cabin, sorti en 1991 sur l'ordinateur MSX turbo R. Des adaptations sur PC-88, PC-98, X68000 et FM Towns ont vu le jour en 1992. Une version Mega-CD est sortie en 1993. Ce jeu est seulement sorti au Japon.